# Coupe d'Algérie de football 1975-1976
Navigation
Coupe d'Algérie
1974-1975 Coupe d'Algérie
1976-1977
La Coupe d'Algérie de football 1975-1976 voit le sacre du MC Alger, qui bat le MO Constantine en finale.
C'est la 3e Coupe d'Algérie remportée par le MC Alger et c'est la 2e finale consécutive jouée par le MO Constantine et la 3e au total.

## Trente deuxième de finale
Les matchs des trente deuxième de finale se sont joués le 22 janvier 1976
| Ligue du Centre  |                             |                          |                                  |                          |                          |                                             |
| 1                | MC Alger (D?)               | 2 - 0                    | USM Maison-Carrée (D?)           | Bousri 5e Bencheikh 67e  | 22 janvier 1976.         | Stade du 5 juillet 1962                     |
| 2                | JS Kawkabi (D?)             | 5 - 0                    | USM Justice (D?)                 |                          |                          | Stade du 5 juillet 1962                     |
| 3                | WA Boufarik (D?)            | 2 - 1                    | USM Alger (D?)                   |                          |                          |                                             |
| 4                | CR Belcourt (D?)            | 7 - 0                    | AS Tizi Ouzou (D?)               |                          |                          |                                             |
| 5                | NA Hussein Dey (D?)         | ? - ?                    | Nadi Alger (D?)                  |                          |                          |                                             |
| 6                | ASO Chlef (D?)              | 1 - 0                    | CC Alger (D?)                    |                          |                          |                                             |
| 7                | OM Ruisseau (D?)            | 0 - 2                    | AR El Harrach (D?)               |                          |                          |                                             |
| 8                | CRB Bordj El Kiffan (D?)    | 0 - 1                    | USMM Hadjout (D?)                |                          |                          |                                             |
| 9                | RC Kouba (D?)               | 1 - 0                    | IRB El Madania (D?)              |                          |                          |                                             |
| 10               | WR SNIB Khemis Miliana (D?) | 3 - 2                    | O Médéa (D?)                     |                          |                          |                                             |
| Ligue de l'Est   |                             |                          |                                  |                          |                          |                                             |
| 1                | CS Constantine (D?)         | 1 - 3                    | ES Souk Ahras (D?)               |                          |                          |                                             |
| 2                | ES Sétif (D?)               | 3 - 0                    | MC El Eulma (D?)                 |                          |                          |                                             |
| 3                | USM Khenchela (D?)          | 4 - 1                    | Nadi Sétif (D?)                  |                          |                          |                                             |
| 4                | HAMRA Annaba (D?)           | 2 - 0                    | Pharmacie Centrale (Ville?) (D?) |                          |                          |                                             |
| 5                | CA Batna (D?)               | 3 - 0                    | US Biskra (D?)                   |                          |                          |                                             |
| 6                | JSM Skikda (D?)             | 1 - 1                    | USM Ain Beida (D?)               |                          |                          |                                             |
| 7                | USM Sétif (D?)              | 0 - 1                    | CAC Constantine (D?)             |                          |                          |                                             |
| 8                | JJ Azzaba (D?)              | 3 - 1                    | ES Guelma (D?)                   |                          |                          |                                             |
| 9                | CA Bordj Bou Arreridj (D?)  | 1 - 2                    | WRB M'sila (D?)                  |                          |                          |                                             |
| 10               | JS Djijel (D?)              | 3 - 2                    | HB Chelghoum Laïd (D?)           |                          |                          |                                             |
| Ligue de l'Ouest |                             |                          |                                  |                          |                          |                                             |
| 1                | SA Mohamadia (D2)           | 2 - 1 ap                 | MC Saida (D2)                    |                          |                          | stade du frères Amarouche de Sidi Bel Abbès |
| 2                | WA Tlemcen (D2)             | 2 - 1                    | GC Mascara (D3)                  |                          |                          |                                             |
| 3                | ES Mostaganem (D2)          | 0 - 1                    | ASM Oran (D1)                    |                          |                          |                                             |
| 4                | USM Bel-Abbès (D1)          | 3 - 1                    | JSM Tiaret (D2)                  |                          |                          |                                             |
| 5                | US Santé Tiaret (D?)        | 0 - 2                    | RCG Oran (D2)                    |                          |                          |                                             |
| 6                | OS Tiaret (D3)              | 2 - 3                    | CC Sig (D2)                      |                          |                          |                                             |
| 7                | CRB Sfisef (D?)             | 2 - 0                    | AS BNA Oran (D?)                 |                          |                          |                                             |
| 8                | WA Mostaganem (D2)          | 1 - 0                    | Nadit Oran (D2)                  |                          |                          |                                             |
| 9                | RC Relizane (D2)            | -                        | AS ONACO Oran (D?)               |                          |                          |                                             |
| 10               | IRB Mers El-Kebir (D2)      | -                        | (D?)                             |                          |                          |                                             |
|                  | MC Oran (D1)                | Exempt (Tenant du titre) | Exempt (Tenant du titre)         | Exempt (Tenant du titre) | Exempt (Tenant du titre) | Exempt (Tenant du titre)                    |
|                  | MO Constantine (D?)         | Exempt (Finaliste)       | Exempt (Finaliste)               | Exempt (Finaliste)       | Exempt (Finaliste)       | Exempt (Finaliste)                          |

## Seizièmes de finale
Les matchs des seizièmes de finale se sont joués le Dimanche 1er février 1976
| #  | Club 1         | Résultat  | Club 2                 | Buteurs                                                                                   | Date             | Stade                            |
| -- | -------------- | --------- | ---------------------- | ----------------------------------------------------------------------------------------- | ---------------- | -------------------------------- |
| 1  | MC Alger       | 8 - 1     | ES Souk Ahras          | Bousri 9e 21e Draoui 15e 80e Bachi 19e Bencheikh 30e Zenir 75e Bellemou 77e / Ababsia 62e | 1er février 1976 | Stade 17 juin, Constantine       |
| 2  | MC Oran        | 1 - 3     | WA Boufarik            | ... / Smail 3 buts                                                                        | 1er février 1976 | Stade Benslimane (Mostaganem)    |
| 3  | USM Bel-Abbès  | 1 - 2     | ES Sétif               |                                                                                           |                  |                                  |
| 4  | USM Khenchela  | 4 - 3 a p | JS Kawkabi             |                                                                                           |                  | Stade Benabdelmalek, Constantine |
| 5  | MO Constantine | 2 - 1     | CC Sig                 |                                                                                           |                  |                                  |
| 6  | NA Hussein Dey | 2 - 2     | IRB Mers El-Kebir      |                                                                                           |                  |                                  |
| 7  | CR Belcourt    | 2 - 1     | RC Kouba               |                                                                                           |                  |                                  |
| 8  | HAMRA Annaba   | 5 - 2     | CRB Sfisef             |                                                                                           |                  |                                  |
| 9  | ASO Chlef      | 3 - 1     | RC Relizane            |                                                                                           |                  |                                  |
| 10 | JJ Azzaba      | 1-2       | WR SNIB Khemis Miliana |                                                                                           |                  |                                  |
| 11 | SA Mohamadia   | 3 - 2 ap  | JSM Skikda             |                                                                                           |                  | stade de sétif                   |
| 12 | USMM Hadjout   | 1 - 0     | CAC Constantine        |                                                                                           |                  |                                  |
| 13 | WA Tlemcen     | 2 - 2     | JS Djijel              |                                                                                           |                  |                                  |
| 14 | AR El Harrach  | 2 - 1     | RCG Oran               |                                                                                           |                  |                                  |
| 15 | WA Mostaganem  | 2 - 1     | ASM Oran               |                                                                                           |                  |                                  |
| 16 | CA Batna       | 1 - 0     | WR M'Sila              |                                                                                           |                  |                                  |

## Huitièmes de finale
Les matchs des huitièmes de finale se sont joués le Dimanche 15 février 1976.
| # | Club 1         | Résultat | Club 2                              | Buteurs                     | Date            | Stade                         |
| - | -------------- | -------- | ----------------------------------- | --------------------------- | --------------- | ----------------------------- |
| 1 | NA Hussein Dey | 2 - 0    | AR El Harrach (ex-ES Maison Carrée) | Boudjenoun 77e, Fergani 78e |                 | Stade du 5 juillet 62 (Alger) |
| 2 | CR Belcourt    | 1 - 0    | ASO Chlef                           |                             |                 | Stade de Blida                |
| 3 | MC Alger       | 2 - 0    | WR SNIB Khemis Miliana              | Betrouni 7e Bellemou 19e    | 15 février 1976 | Stade 20 aout 1955, Alger     |
| 4 | ES Sétif       | 1 - 0    | CA Batna                            |                             |                 |                               |
| 5 | MO Constantine | 3 - 2    | USM Khenchela                       | Rabah Gamouh                |                 |                               |
| 6 | HAMRA Annaba   | 2 - 0    | WA Tlemcen                          |                             |                 |                               |
| 7 | SA Mohamadia   | 2 - 1    | USMM Hadjout                        |                             |                 | stade du 19 juin 1965 d'oran  |
| 8 | WA Boufarik    | 4 - 1    | WA Mostaganem                       |                             |                 |                               |

## Quarts de finale
Les matchs des quarts de finale se sont joués le Dimanche 7 mars 1976.  
| # | Club 1         | Résultat                | Club 2         | Buteurs                               | Date        | Stade                            |
| - | -------------- | ----------------------- | -------------- | ------------------------------------- | ----------- | -------------------------------- |
| 1 | MC Alger       | 1 - 1 a p Corners (9-6) | NA Hussein Dey | Ait Hamouda 92e/ Zarabi 112e          | 7 mars 1976 | Stade du 5 juillet 1962, Alger   |
| 2 | MO Constantine | 2 - 1                   | CR Belcourt    | Doghmar Gamouch 38e 48e / Tlemcani 5e | 7 mars 1976 | Stade du 5 juillet 1962, Alger   |
| 3 | SA Mohamadia   | 2 - 1 a p               | WA Boufarik    | ... Seghier 85e/ ...                  | 7 mars 1976 | Stade du 19 juin 1965, Oran      |
| 4 | ES Sétif       | 1 - 0 a p               | HAMRA Annaba   |                                       | 7 mars 1976 | Stade Benabdelmalek, Constantine |

## Demi-finales
Les matchs des demi-finales se sont joués le 4 avril 1976 et 25 avril 1976
| # | Club 1       | Résultat    | Club 2         | Buteurs | Date                                                          | Stade                                                                             |
| - | ------------ | ----------- | -------------- | --- | ------------------------------------------------------------- | --------------------------------------------------------------------------------- |
| 1 | SA Mohamadia | 1 - 3 0 - 7 | MC Alger       | Aller: Hocine Benfetta 13e / Bachi 16e Betrouni 87e Ait Hamouda 90e · Retour: Bachi 18e Bencheikh 19e 49e Azzouz 21e (pen.) Bousri 30e Mahiouz 60e Bellemou 62e | Aller : dimanche 4 avril 1976 Retour : dimanche 25 avril 1976 | Aller : Stade 19 juin 1965 Oran, Retour : stade 20 août Alger                     |
| 2 | ES Sétif     | 1 - 1 1 - 2 | MO Constantine | Aller: Griche / Gamouch · Retour: Gamouh 10e Krokro 49e/ Salhi 35e                                                                                              | Aller : dimanche 4 avril 1976 Retour : dimanche 25 avril 1976 | Aller : Stade Guessab-Sétif Retour : Stade Benabdelmalek (ex-17 juin) Constantine |

## Finale; samedi 19 juin 1976 .
| Entraîneur : |
| Hamid Zouba  |

| Entraîneur : |
| Belabidi     |

| Entraîneur : |
| Hamid Zouba  |

| Entraîneur : |
| Belabidi     |

| |  |  |  |
| \| Coupe d'Algérie de Football Vainqueur 1976 \| \| ------------------------------------------ \| \| MC Alger 3e titre \| |  |  |  |
| Coupe d'Algérie de Football Vainqueur 1976                                                                                |  |  |  |
| MC Alger 3e titre |  |  |  |

## Finale de la Coupe d'Algérie Juniors
| Édition   | Date | Vainqueur      | Score | Finaliste | Buteurs | Lieu |
| --------- | ---- | -------------- | ----- | --------- | ------- | ---- |
| 1975-1976 | 1976 | NA Hussein Dey | 3 - 1 | RCG Oran  |         |      |

## Finale de la Coupe d'Algérie Cadets
| Édition   | Date | Vainqueur | Score | Finaliste      | Buteurs | Lieu |
| --------- | ---- | --------- | ----- | -------------- | ------- | ---- |
| 1975-1976 | 1976 | RC Kouba  | 2 - 1 | USM El Harrach |         |      |